# Grant Hardie
Grant Hardie (ur. 27 marca 1992 w Dumfries) – szkocki curler, wicemistrz olimpijski z Pekinu 2022, mistrz świata mikstów, mistrz, wicemistrz i brązowy medalista mistrzostw świata, mistrz Europy.
Studiował inżynierię lądową na University of Strathclyde.

## Udział w zawodach międzynarodowych

### Kariera juniorska
Reprezentował Wielką Brytanię na Zimowej Uniwersjadzie 2015 w Grenadzie jako trzeci w drużynie Kyle'a Smitha. Brytyjczycy wywalczyli wówczas brązowy medal.
Jako junior nie brał udziału w najważniejszych turniejach międzynarodowych.

### Kariera seniorska
W 2015 odszedł z zespołu Kyle'a Smitha i od nowego sezonu został skipem własnego zespołu, z którym nie odniósł międzynarodowych sukcesów.
Ponadto był skipem reprezentacji Szkocji na Mistrzostwach Świata Mikstów 2017. Jego drużyna wygrała turniej zostając mistrzami świata.
W sezonie 2017/18 zrezygnował z prowadzenia własnej drużyny i został zawodnikiem zespołu Bruce'a Mouata na pozycji trzeciego i wiceskipa. Drużyna ta od tego sezonu jest czołowym szkockim zespołem, reprezentującym Szkocję na imprezach międzynarodowych rangi mistrzowskiej. Zdobyła ona mistrzostwo kontynentu na mistrzostwach Europy w 2018 i 2021 oraz uczestniczyła na trzech kolejnych mistrzostwach świata, zajmując następujące miejsca:
- 2018 3. miejsce[5]
- 2019 6. miejsce[6]
- 2021 2. miejsce[a][7][8].
- 2023 1. miejsce

#### Reprezentacja Wielkiej Brytanii
Uczestnik Zimowych Igrzyskach Olimpijskich 2022, na których z drużyną Bruce'a Mouata wywalczył srebrny medal.